# Nematanthus fissus
Nematanthus fissus är en tvåhjärtbladig växtart som först beskrevs av Vell., och fick sitt nu gällande namn av L.E. Skog. Nematanthus fissus ingår i släktet Nematanthus och familjen Gesneriaceae. Inga underarter finns listade i Catalogue of Life.